# Leuchtturm Ventės Rago
Der Leuchtturm Ventės Rago (litauisch Ventės rago švyturys, deutsch Windenburger Eck) steht auf einer Landzunge des Memeldeltas in Litauen, die in das Kurische Haff ragt. An ihrer Spitze steht seit 1863 ein 11 m hoher Leuchtturm, der nicht mehr in Betrieb ist. Der Leuchtturm befindet sich auf dem Gebiet des Memeldelta-Regionalparks.

## Geschichte
Am Windenburger Eck wurde 1837 erstmals ein Leuchtfeuer im nördlichen Ostpreußen errichtet. Der Holzturm hielt jedoch nicht lange. Bis 1860 wurde eine neue Anlage aus rotem Klinker gebaut, in der der Leuchtturm und das damit verbundene Wärterhaus untergebracht waren.
Der sechseckige Turm endet mit einem Balkon und dem Leuchtfeuer. Der Balkon und das Laternenhaus sind jetzt weiß. Im Turm führt sich eine Wendeltreppe mit Metallverzierungen nach oben.
In den Jahren 1863–1873 wurde der König-Wilhelm-Kanal zwischen Minija und Klaipėda fertiggestellt. Er diente dazu, die Memel direkt mit der Hafenstadt Memel (jetzt Klaipėda) zu verbinden und somit die zuvor notwendige, teilweise gefährliche Fahrt über das Haff zu umgehen. Dazu verband er die Minge (litauisch Minija), die ihrerseits in das Memeldelta mündet, direkt mit dem Hafen Memel. Schiffe in Richtung Natangen nutzten diesen Kanal und die Notwendigkeit eines Leuchtturms entfiel, da der Schiffsverkehr über das Kurische Haff nicht mehr sehr intensiv war. 1880 wurde die Leuchtturm-Wassermessstation gebaut.

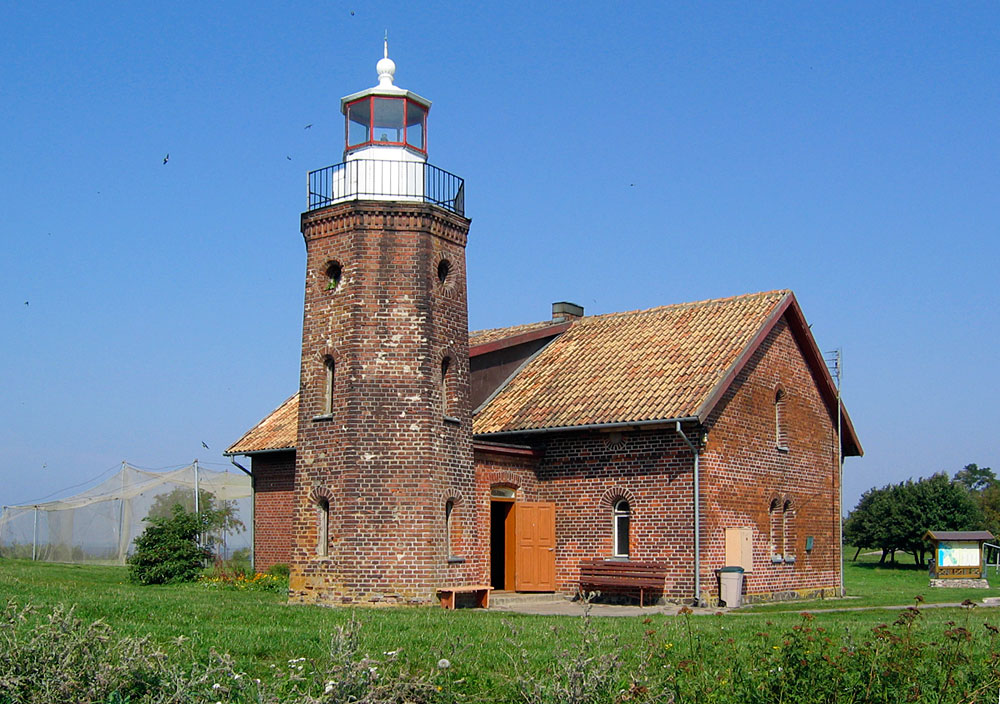
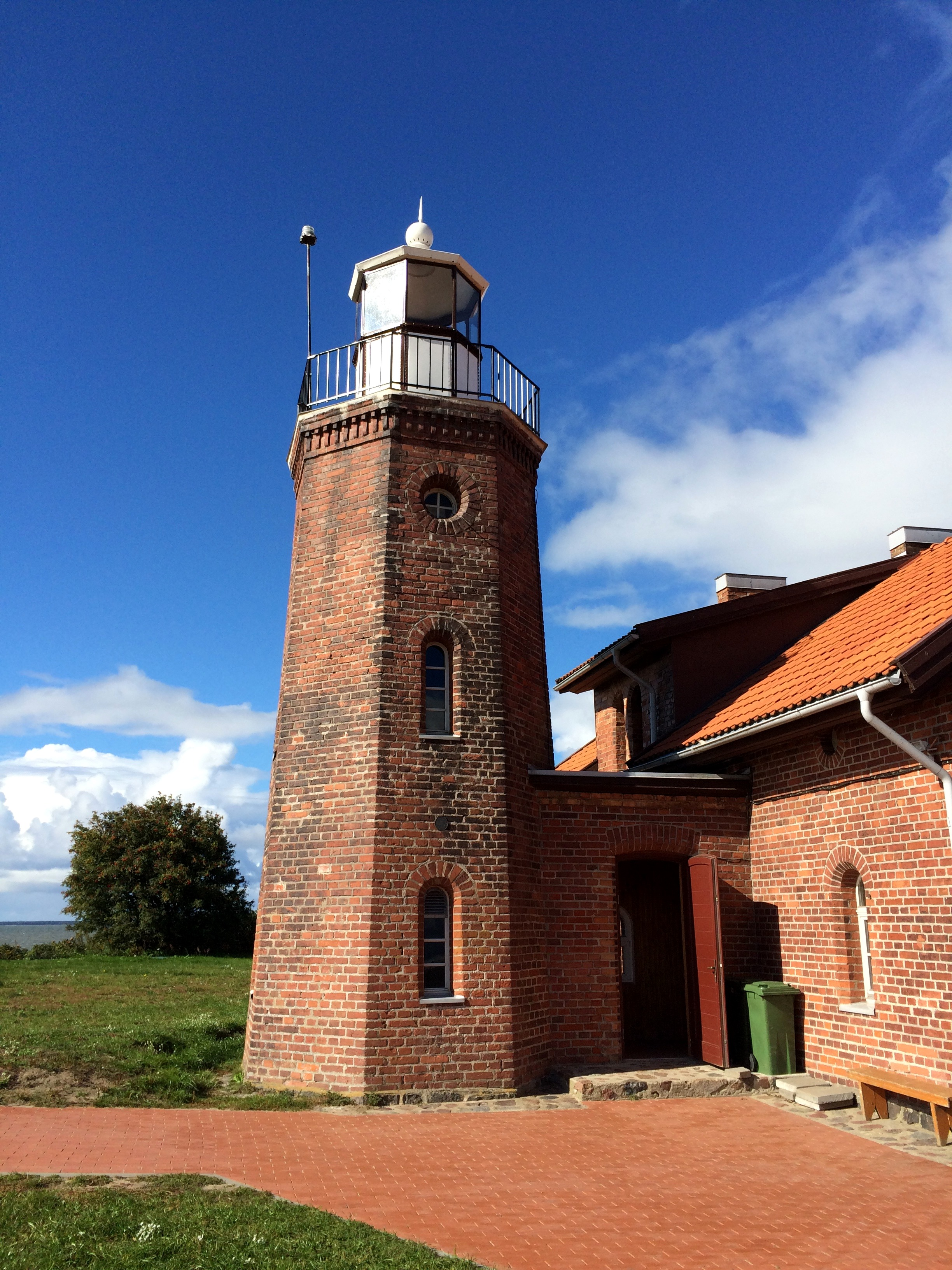
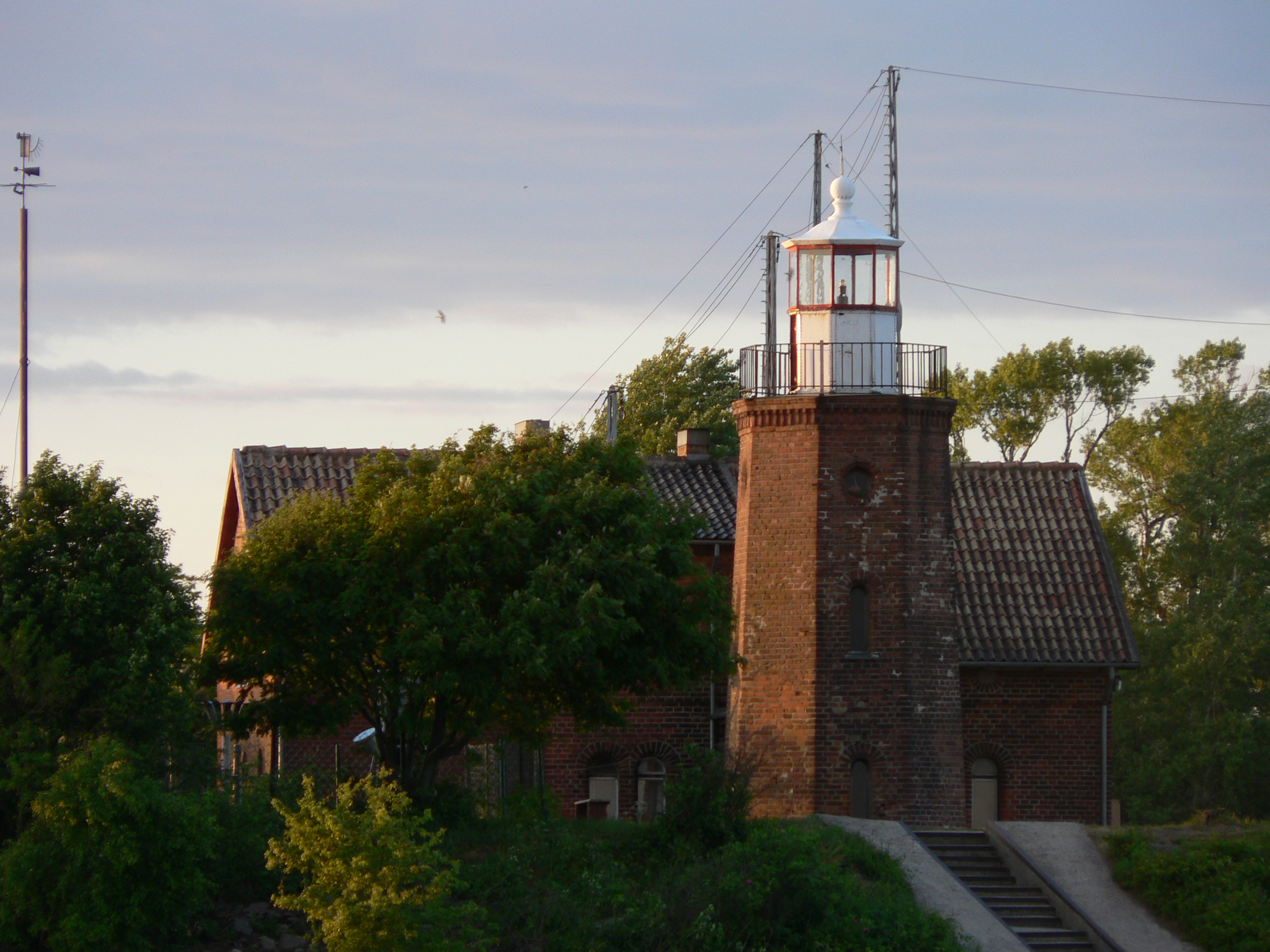
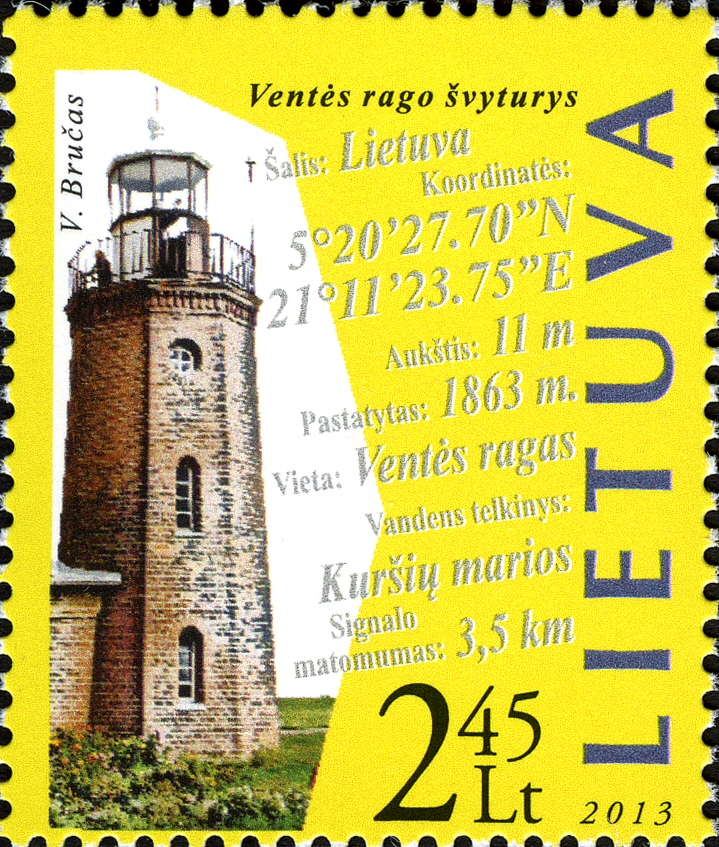

1929 wurde die erste litauische Vogelbeobachtungsstation im Leuchtturmkomplex errichtet. Sie wurde ursprünglich von Vogelbeobachtern der deutschen Ornithologischen Station Rositten betrieben. Die ersten litauischen Vogelbeobachter kamen 1931 von der Vytautas-Magnus-Universität. Der Leuchtturm und das daneben stehende Wohngebäude sind als technische Denkmäler denkmalgeschützt. Es gibt auch ein Museum in der Ornithologischen Station.

## Historische Ansichten
Alte Ansichten des Leuchtturms Windenburger Eck zeigt Michel Forand auf seinem Fotostream und Klaus Hülse.